# 鳳ボンバー
『鳳ボンバー』（おおとりボンバー）は、週刊少年サンデー2002年23号～2003年21号まで連載されていた、田中モトユキの野球漫画作品。全5巻。作者は2005年から、最強!都立あおい坂高校野球部を同雑誌に連載している。

## あらすじ
主人公である中学3年生の鳳啓助は、大打者の父を持ち、ドラフト会議で1位指名をうける。彼の入団からプロ野球開幕までの時期を描いている。　

## この作品中の野球界について
この作品中は、「アルティメットリーグ」と呼ばれる、架空の野球リーグを舞台としている。主なチームとして、主人公が所属するテイオーフェニックス（物語の最後に、東京フェニックスに名称が変わる）と、銀河キングスがある。

## 主な登場人物
鳳啓助（おおとり けいすけ）[一誠学園中学 → テイオーフェニックス］　　
本編の主人公。リトルリーグ・シニアリーグの世界大会でMVPを獲得した経歴を持つ。投手。背番号34。右投げ。父である鳳欽助の所属する、テイオーフェニックスに1位指名され、入団する。持ち前の気迫と、知らず知らずのうちに投げていたというムーヴィング・ファストボール、「暴れんボール」が武器。球団消滅後は、フェニックスに残留。
鳳欽助（おおとり きんすけ）［大学→テイオーフェニックス→銀河キングス］　　
鳳啓助の父親。40歳。三冠王を8回獲得した、リーグ屈指の強打者。三塁手。右投右打。背番号3。型破りで豪快な性格の持ち主。熱烈な愛妻家。億単位の年俸を貰って来た為、金銭感覚が家族を始めとした一般人とずれている。物語の最後に、銀河キングスに移籍する。
鳳百合子（おおとり ゆりこ）
鳳欽助の妻で、鳳啓助の母親。42歳。夫に熱愛され、20歳以上は年下の浜田にも好意を寄せられる程の美女。
鳳さやか（おおとり さやか）
鳳啓助の妹。小学4年生。
石村（いしむら）
鳳家の専属ドライバー。リーゼントヘアーが特徴。

### テイオーフェニックスの選手・関係者
一軍選手
稲垣仁（いながき じん）　　　
テイオーフェニックス不動のストッパーで、200勝200セーブの実績を持ち、「仁義なき仕事人」の異名を持つ。左投げ。背番号26。堅実な投球術が武器であったが、紅白戦で監督に煽られ、本来の剛速球で押すスタイルを開放。最速158キロを出す（監督曰く、「稲垣仁超再生計画」の成功）。球団消滅後は、フェニックスに残留。
マーク・ハイド
元メジャーリーガーで外野手。左打ち。通訳なしで日本語が話せ、その振る舞いから、「紳士」のあだ名で呼ばれるが、切れるとコワイ。紅白戦では4番打者を務めた。背番号44。実はカツラ。球団消滅後も、フェニックスにとどまる。
垣花（かきはな）
紅白戦に登場した三塁手。右投右打。「ソウルクラッシャー」の異名を持つ。鳳欽助に匹敵するパワーの持ち主であるが、変化球が苦手らしい。紅白戦では9番打者（5・6・7番に連続四球→8番打者のピッチャーゴロ併殺のあとに登場した事から）。背番号47。球団消滅後の足取りは不明。
熊田（くまだ）
フェニックス1軍の捕手。右投げ。紅白戦で啓助とバッテリーを組み、球の秘密を解明した。
明石英吉（あかし ひできち）
フェニックスの1軍監督で、「奇術師」の異名を持つ。「ある計画」のために、啓助をストッパーに指名した。球団消滅後も、フェニックスの監督を続投した。
二軍選手
浜田勝利（はまだ まさとし）
高卒2年目の捕手。右投右打。背番号66。啓助の相棒であり、兄貴的存在。キャッチングに優れるが、バッティングは期待できない。女性受けするタイプで作中で様々な女性から「カワイイ」と声援を受けている。相方である投手が居らず、ピッチングマシン相手に練習していた。その孤独な姿を見た啓助と組む様になる。それ以降の啓助からの呼び名は「ハマちゃん」。1軍昇格最終候補まで残ったが、啓助と仲間割れを起こし、失格になる。球団消滅後は、フェニックスに残留。
中島譲治（なかじま じょうじ）［早明大→テイオーフェニックス]
三塁手。右投左打。背番号8。鳳欽助の後継者として期待されていたが、不運（捻挫、骨折、肉離れなど）続きで10年間、二軍暮らしをしていた。銀河キングスとの試合では、4番に座り、ホームランを放つ。球団消滅後も、フェニックスに残留。良子という妻がいる。無精髭を生やして性格も荒んでいたが、一軍昇格で髭を剃ってやや前向きとなる。
高木健二（たかぎ けんじ）
投手。左投げ。背番号17。身長190センチの長身投手であるが、小心者で打たれ弱い。キレのいいカーブが武器。球団消滅後も、フェニックスに残留。
吉田和男（よしだ かずお）
内野手（二塁手か遊撃手であるが、円陣の際の位置関係から、前者の可能性が高い）。右投右打。胃腸が弱いのが欠点。子供が生まれたばかり。球団消滅後も、フェニックスに残留。
多川（たがわ）
捕手。右投。背番号49。際どいキャッチングが下手（そもそも、啓助の暴れんボールすら捕れない）で、ピンチを広げてしまい、浜田に交代させられる。ゴマすりが得意。球団消滅後の足取りは不明。
新川真（しんたに まこと）
外野手。右投。ヤジに敏感。球団消滅後も、フェニックスに残留。
倉田（くらた）
一塁手。右投（細かくて分かり辛いが、左手にミットをしている）左打。背番号49（多川と被っている）。ノースリーからの抜け球をフライにしてしまうが、全力疾走した。
押尾大作（おしお だいさく）
フェニックスの2軍監督。

#### 銀河キングスの選手・関係者
播帳大樹（ばんちょう だいき）
銀河キングスの4番打者。右投右打。背番号3。鳳欽助と並び称される大打者（この事から、三塁手の可能性が高い）で、昨シーズンのMVP。しかし、球団のV旅行で、鮫との格闘の結果、右足に大怪我をしてしまい、治療を余儀なくされる。しかし、オオナミ杯において、代打として登場、啓助の球を空振り三振した。
木村準（きむら じゅん）
銀河キングスの1番打者で遊撃手。右投両打（試合では右打席のみの描写）。本人曰く、「左はシュアな精密機械、右は振り回す事しか頭にない野獣」。背番号5。天才で練習嫌い。バットコントロールは抜群で、「アップ」と称して、一塁から順番に全ポジションに打球を打ち分けるほど。漫画の初めと最後で全く顔が違う。
KOGA（こが。字は不明）
オオナミ杯に出場。右打。高木のスッポ抜けたカーブを振って三振。
丸亀綾弥（まるかめ あやや）
銀河キングスのオーナーの娘で、啓助の幼馴染。自身の立場を気にしており、啓助に対して距離を取っている。一誠学園中学校。自分のせいで播帳がケガした事を負い目に感じており、啓助に自分は「播帳の婚約者」だと言った。

#### その他の人物
ノーラン・ライデン
作品中には登場しない。「メジャーの速球王」と呼ばれている投手。
山本・神谷（やまもと・かみや）
新日本スポーツの記者・カメラマン。啓助の投球フォームを始めてカメラに収めた。また、暴れんボールの名付け親でもある。